# Сівялка
Сівялка (пол. Siwiałka, нім. Schwabenheim) — село в Польщі, у гміні Староґард-Гданський Староґардського повіту Поморського воєводства.
Населення — 310 осіб (2011).
У 1975-1998 роках село належало до Гданського воєводства.

## Демографія
Демографічна структура станом на 31 березня 2011 року:
|          | Загалом | Допрацездатний вік | Працездатний вік | Постпрацездатний вік |
| -------- | ------- | ------------------ | ---------------- | -------------------- |
| Чоловіки | 151     | 37                 | 106              | 8                    |
| Жінки    | 159     | 43                 | 86               | 30                   |
| Разом    | 310     | 80                 | 192              | 38                   |